# Ouzilly
Ouzilly é uma comuna francesa na região administrativa da Nova Aquitânia, no departamento de Vienne. Estende-se por uma área de 10,63 km². Em 2010 a comuna tinha 940 habitantes (densidade: 88,4 hab./km²).